# Ronde van Noorwegen voor vrouwen 2017
De Ladies Tour of Norway of Ronde van Noorwegen voor vrouwen 2017 was de veertiende editie van deze rittenkoers en de vierde editie sinds de herinvoering in 2014, die voor de eerste keer deel uitmaakte van de UCI Women's World Tour 2017 en die van 17 tot 20 augustus werd verreden. Titelverdedigster was Lucinda Brand. Deze editie werd gewonnen door Marianne Vos.

## Deelnemende ploegen
| UCI-teams                          | UCI-teams                   | Nationale selecties |
| ---------------------------------- | --------------------------- | ------------------- |
| Alé Cipollini                      | Lotto Soudal Ladies         | Australië           |
| BePink                             | Orica-Scott                 | Noorwegen           |
| Boels Dolmans                      | Parkhotel Valkenburg-Destil | Zweden              |
| Canyon-SRAM                        | Sport Vlaanderen-Etixx      |                     |
| Cervélo-Bigla                      | Team Sunweb                 |                     |
| Cylance                            | UnitedHealthcare            |                     |
| Drops Cycling Team                 | Team VéloCONCEPT            |                     |
| FDJ Nouvelle-Aquitaine Futuroscope | Wiggle High5                |                     |
| Hitec Products                     | WM3                         |                     |
| Lensworld-Kuota                    | Team WNT                    |                     |

## Etappe-overzicht
| etappe | datum       | start         | finish      | profiel    | afstand  | winnaar        | klassementsleider |
| ------ | ----------- | ------------- | ----------- | ---------- | -------- | -------------- | ----------------- |
| P      | 17 augustus | Halden        | Halden      | Proloog    | 3 km     | Ellen van Dijk | Ellen van Dijk    |
| 1e     | 18 augustus | Halden        | Mysen       | Vlakke rit | 101,5 km | Jolien D'Hoore | Jolien D'Hoore    |
| 2e     | 19 augustus | Sarpsborg     | Fredrikstad | Vlakke rit | 140,1 km | Chloe Hosking  | Marianne Vos      |
| 3e     | 20 augustus | Svinesundbrug | Halden      | Vlakke rit | 158,6 km | Megan Guarnier | Marianne Vos      |

## Klassementenverloop
De gele trui wordt uitgereikt aan de rijdster met de laagste totaaltijd.
 De groene trui wordt uitgereikt aan de rijdster met de meeste punten van de etappefinishes.
 De bolletjestrui wordt uitgereikt aan de rijdster met de meeste behaalde punten uit bergtop passages.
 De witte jongerentrui wordt uitgereikt aan de eerste rijdster tot 23 jaar in het algemeen klassement.
 De blauwe trui wordt uitgereikt aan de rijdster met de meeste punten uit tussensprints.
| Etappe         | Winnaar        | Algemeen klassement | Puntenklassement | Bergklassement | Jongerenklassement | Sprintklassement | Ploegenklassement |
| -------------- | -------------- | ------------------- | ---------------- | -------------- | ------------------ | ---------------- | ----------------- |
| P              | Ellen van Dijk | Ellen van Dijk      | Marianne Vos     | Katrin Garfoot | Lisa Klein         | Daiva Tušlaitė   | Team Sunweb       |
| 1              | Jolien D'Hoore | Jolien D'Hoore      | Marianne Vos     | Rossella Ratto | Lisa Klein         | Daiva Tušlaitė   | Team Sunweb       |
| 2              | Chloe Hosking  | Marianne Vos        | Marianne Vos     | Janneke Ensing | Lisa Klein         | Daiva Tušlaitė   | Team Sunweb       |
| 3              | Megan Guarnier | Marianne Vos        | Marianne Vos     | Janneke Ensing | Lisa Klein         | Daiva Tušlaitė   | Team Sunweb       |
| Eindklassement | Eindklassement | Marianne Vos        | Marianne Vos     | Janneke Ensing | Lisa Klein         | Daiva Tušlaitė   | Team Sunweb       |